# Drakonowate
Drakonowate (Rhinochimaeridae) – rodzina morskich ryb zrosłogłowych z rzędu chimerokształtnych (Chimaeriformes). W zapisie kopalnym znane są z jury.

## Zasięg występowania
Żyją w morzach strefy tropikalnej i umiarkowanej na głębokościach od 200 do ponad 2 000 m p.p.m.

## Cechy charakterystyczne
Głowa długa, spiczasta z otworem gębowym w położeniu dolnym. Pierwsza płetwa grzbietowa wyprostowana z mocnym, lekko toksycznym kolcem, druga – niska i długa. Płetwa ogonowa długa, wrzecionowata, dyficerkalna.
Drakonowate są jajorodne. Ich kapsuły jajowe mają kształt gruszki.

## Klasyfikacja
Współcześnie występujące rodzaje zaliczane do tej rodziny:
- Harriotta Goode & Bean, 1895
- Neoharriotta Bigelow & Schroeder, 1950
- Rhinochimaera Garman, 1901

Opisano również rodzaj wymarły:
- Amylodon Storms, 1894